# Conjunt megalític de Monte dos Amantes
El Conjunt megalític de Monte dos Amantes és una agrupació de diferents monuments megalítics, que es troba al municipi de Vila do Bispo, al districte de Faro, a Portugal.
Aquest conjunt és a Monte da Salema, junt a l'antic traçat de la carretera nacional 268, entre Vila do Bispo i Sagres, al districte de Faro. El formen nou menhirs, de formes fàl·liques i decorats amb inscripcions; daten al voltant del 4000 a 3000 ae.